# 生方たつゑ
生方 たつゑ（うぶかた たつえ、1905年〈明治38年〉2月23日 - 2000年〈平成12年〉1月18日）は、日本の歌人。沼田市名誉市民。日本歌人クラブ初代会長、日本ペンクラブ会員、日本文芸家協会会員、現代歌人協会理事。戦後の女流歌人の第一人者と称される。旧姓・間宮。

## 来歴
三重県宇治山田町宮後（現・伊勢市）生まれ。父・間宮斎一、母・きよの四女。出生時は7ヶ月の未熟児だった。宇治山田高等女学校（現・三重県立宇治山田高等学校）を経て、1926年（大正15年）に日本女子大学家政科卒業。帝国大学哲学科聴講生となる。同年10月、横山有策の媒酌により生方誠と結婚。群馬県沼田市で薬局「かどふぢ（角藤）」を経営する生方家に入る。1928年（昭和3年）に娘・美智子が誕生。
1930年（昭和5年）、おじの紹介により歌人・今井邦子に会う。1932年（昭和7年）ごろより実作に取り組むようになり、今井の指導を受ける。1935年（昭和10年）、第一歌集『山花集』を上梓する。1936年（昭和11年）『明日香』創刊に伴い同人として参加。1937年（昭和12年）日本歌人協会員に推薦される。
1945年（昭和20年）『明日香』を退社、『国民文学』に加わり、翌年松村英一に師事する。1947年（昭和22年）『女人短歌』結成に参加。1963年（昭和38年）『国民文学』を退き『浅紅』を創刊、主宰する。
『青粧』（1955）で第2回日本歌人クラブ推薦歌集（現日本歌人クラブ賞）、『白い風の中で』（1957）で第9回読売文学賞、『野分のやうに』（1979）で第14回迢空賞受賞。古典文学に関する著書も多い。『週刊文春』『婦人公論』『毎日新聞』などの短歌欄の撰者も務めた。
また終戦直後は女性参政権獲得に伴い、女性議員を送り出すことを目的とする群馬県婦人連合会の会長となって運動を主導。戦後最初の総選挙である第22回衆議院議員総選挙に群馬県第1区から出馬したが落選した。
1979年（昭和54年）沼田市へ生方記念資料館建設費用として2000万円を寄付したことにより、紺綬褒章を受章。1980年（昭和55年）、勲四等宝冠章受章。1989年（平成元年）沼田市名誉市民。
墓所は沼田市舒林寺。歌碑が沼田公園や伊勢市立図書館に建立されている。

## 家族
- 夫の父：生方弥右衛門（政五郎） - 1886年に沼田町に設立された小学生のための英学校「沼田英吉利学校」の発起人の一人[11]。1943年没[1]。
  - 夫：生方誠（1894 - 1978） - 沼田町の薬種商「かどふぢ」の長男として生まれ、旧制千葉医学専門学校を卒業後、アメリカ留学から帰国してたつゑと結婚した。群馬県会議員、沼田町長、初代国家公安委員、群馬県薬剤師会会長などを歴任。
    - 長女：生方美智子 - 料理研究家[12]。
- 夫の叔父：生方敏郎。松村英一をたつゑに紹介した[1]。

嫁ぎ先である生方家の旧住宅は、17世紀末頃に建築されたものと考えられ、東日本で最も古い町家造りの建築物であることから1970年に重要文化財に指定され、沼田公園内に移築保存されている。また、たつゑの著作を集めた生方記念文庫が沼田市内にある。

## 著作
- 『山花集』むらさき出版部 1935
- 『雪明』青磁社 1944
- 『浅紅』女人短歌会 1951
- 『雪の音譜』第二書房 1953
- 『青粧』白玉書房 1955
- 『白い風の中で』白玉書房 1957
- 『短歌の作り方百科』岩崎書店 1958
- 『生方たつゑ選集』四季書房 1958
- 『火の系譜』白玉書房 1960
- 『海にたつ虹』白玉書房 1962
- 『短歌へのいざない』新興出版社 1962
- 『急がない人生』日本経済新聞社 1964
- 『北を指す』白玉書房 1964
- 『定本生方たつゑ歌集』白玉書房 1966
- 『短歌をたのしく 作歌と鑑賞』主婦の友社 1968
- 『虹ひとたび 能楽幻想』角川書店 1969
- 『人生音痴』サンケイ新聞社出版局 1969
- 『短歌教室』読売新聞社・読売新書 1969
- 『紋章の詩』短歌研究社 1972
- 『私の星は炎える』東京美術 1972
- 『王朝の恋歌』読売新聞社 1973
- 『娶らざる詩人 大手拓次の生涯』東京美術 1973
- 『あこがれを歌う 私の短歌作法』主婦の友社 1973
- 『和泉式部』読売新聞社 1975
- 『雪の日も生きる わが短歌と人生』主婦の友社 1976
- 『額田姫王』読売新聞社 1976
- 『生方たつゑ歌集』短歌研究社 1977
- 『邂逅の人』光風社書店 1978
- 『大津皇子』角川選書 1978
- 『母ありてこそ』文化出版局 1978
- 『新・短歌教室』読売新聞社 1979
- 『野分のやうに』新星書房 1979
- 『生方たつゑ全歌集』角川書店 1979
- 『心の花ごよみ』文化出版局 1980
- 『短歌への出発』角川選書 1980
- 『心をはこぶ女性の手紙文 折々の言葉と文例』有斐閣 1981
- 『細川ガラシヤ』淡交社 1981
- 『四季おりおり』文化出版局 1981
- 『灯に寄る』沖積舎 1981
- 『古典の中の愛と怨み』読売新聞社 1982
- 『ひとりの手紙』新星書房 1982
- 『生方たつゑ短歌入門』求竜堂 1982
- 『真田窓のある家』角川書店 1983
- 『冬の虹』新星書房 1985
- 『生方たつゑの蜻蛉日記・和泉式部日記』集英社(わたしの古典)　1986　のち文庫
- 『はじめて短歌を作る』主婦の友社 1986
- 『新・短歌作法』創拓社 1990
- 『現代短歌集成　生方たつゑ』沖積舎 1995

## 生方記念文庫

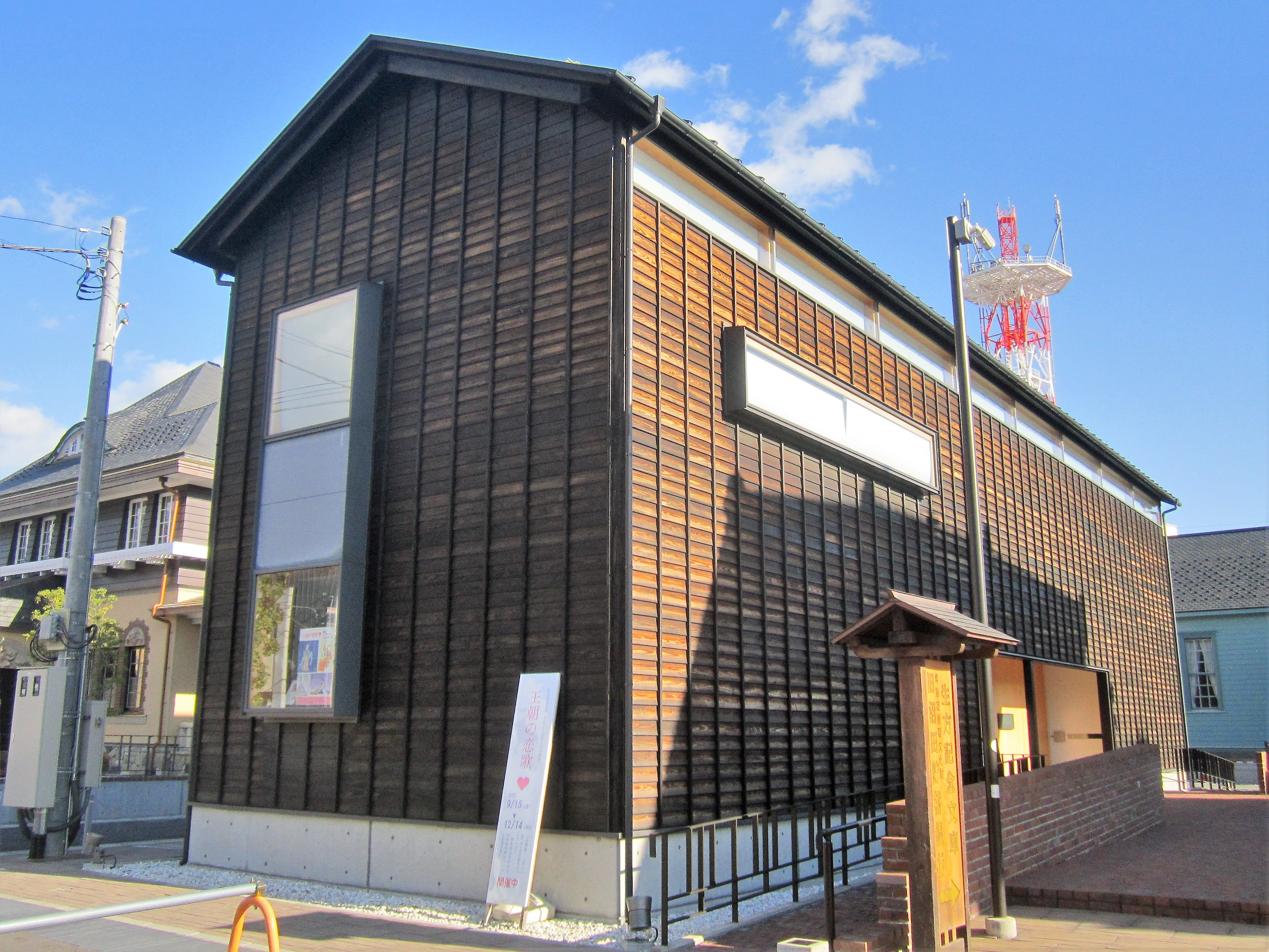
生方記念文庫

1986年（昭和61年）10月、たつゑの長女美智子により生方記念文庫が開設され、1993年（平成5年）沼田市へ寄贈された。明治から昭和にかけての作品集や書籍など約400点を展示している。交流のあった村岡花子の自筆書簡も所蔵している。